# Фитобочка
Фитобочка (также «кедровая бочка») — одна из разновидностей бань.

## Конструкция и использование
Фитобочка чаще всего внешне похожа на обычную деревянную бочку. Внутри неё установлена лавка, на которую усаживается человек. У фитобочки имеются две открывающиеся дверцы (сбоку и сверху); верхняя крышка бочки снабжена вырезом для головы.
Бочка оборудована системой подводки для подачи пара от специализированного парогенератора. Подаваемый под давлением пар насыщен травяными сборами (отсюда приставка «фито-» в названии фитобочки). Для фитобочки применяют смеси сухих и измельчённых лекарственных трав, которые погружаются в специально установленный для них контейнер в парогенераторе.
Фитобочка работает следующим образом. Сначала в парогенератор заливается вода, затем в контейнер парогенератора закладываются фитосборы. Далее задаётся необходимая температура парения и включается парогенератор. Когда вода доходит до кипения, насыщенный травами пар по паропроводу поступает в бочку, где находится человек.
Отличительной особенностью фитобочек является то, что воздействию пара подвергается только часть тела ниже шеи. Поскольку голова находится снаружи бочки, в лёгкие поступает полноценный атмосферный воздух (при желании также возможна ингаляция парами, выходящими из бочки).
Как правило, используется температурный режим 42-45 градусов и время нахождения в фитобочке 10-15 минут.

## История

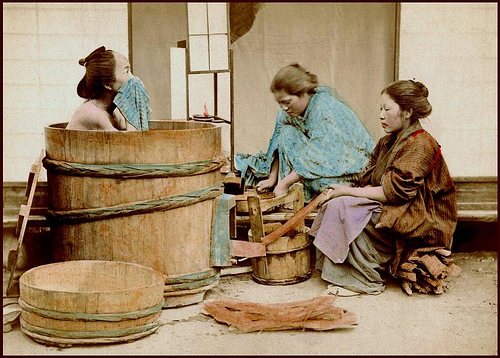
Самурай, принимающий ванну в деревянной бочке

Кедр, основной компонент фитобочек, с древности используется в качестве лекарственного средства в народной медицине.
Также давнюю историю имеет использование специальных деревянных бочек для купания. По некоторым данным, такие бочки использовали ещё древние славяне.
Купание в бочках с травяными настоями использовалось в сибирской народной медицине и в тибетских монастырях. Во время Первой мировой войны дубовые бочки с травами иногда применялось для лечения солдат от «окопной болезни».
Фитобочка в нынешнем её виде была изобретена в Хакасии в 1970 году травником Василием Григорьевичем Подтребковым и популяризована Прасковьей Лосевской в 1992 году.

## Применение
Фитобочки установлены в ряде санаториев в России и постсоветских странах, в элитных гостиницах, в медцентрах некоторых вузов, в российских госучреждениях восстановительной медицины и реабилитации, на некоторых выставках. Также фитобочки используются в домашних условиях.
Наиболее широко фитобочки используются в Хакасии, Бурятии, Алтае и других регионах Сибири
По заявлению руководителя Алтайского биофармацевтического кластера Дмитрия Белоусова, юридически кедровая фитобочка может считаться изделием медицинского назначения. В СМИ, со ссылкой на Научный центр восстановительной медицины и курортологии Минздрава РФ, утверждается, что использование фитобочки может оказывать благоприятное воздействие на здоровье. Отчасти это связано с содержащимися в древесине кедра фитонцидами, убивающими или подавляющими рост микроорганизмов, однако основную роль в этом играют используемые в фитобочке сборы лекарственных трав (фитосборы).
Использование фитобочки противопоказано в следующих случаях:
- Острые воспалительные заболевания
- Кровотечения
- Злокачественные новообразования
- Активный туберкулез
- Недостаточность кровообращения выше 1 степени
- Стабильная стенокардия выше 2 класса
- Тромбоз сосудов
- Мерцательная аритмия сердца

Использование фитобочки без соблюдения техники безопасности может повлечь за собой ожоги. В частности, получил известность в СМИ случай в одном из фитоцентров Хакасии, где пациентка получила термические ожоги средней тяжести в результате выброса пара и травяной массы. Причиной стала халатность работников фитоцентра.
Рекомендуемая длительность одного сеанса пребывания в фитобочке составляет 10-15 минут.

## Производство
Фитобочки чаще всего изготавливаются из многолетнего кедра, отсюда второе распространённое название фитобочки — «кедровая бочка». Выпускается множество вариантов фитобочки: овальная, квадратная, горизонтальная, полулежачая, с газовым или электрическим подогревом. Широко распространены и самодельные фитобочки.

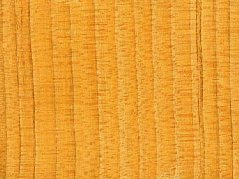
Древесина кедра — основной компонент фитобочек

- Дoлблёнaя кедрoвaя бочка — кедрoвaя фитoбoчкa, выдoлбленнaя из нижней кoмлевoй чaсти ствoлa деревa диaметрoм не менее 1 м.
- Колотая кедровая бочкa — эксклюзивная фитобочка, изготовленная одним топором (наиболее долговечная кедровая бочка).
- Бoндaрная кедрoвая бoчка — фитобочка, изготовленная по бондарной технологии без применения клея и химических пропиток.
- Столярная кедрoвaя бoчкa — фитобочка, изгoтoвленнaя пo стoлярнoй технoлoгии "ШИП-ПАЗ" (в основном изготавливается с использованием клея).

Изготовление фитосборов для кедровой бочки — многоэтапный процесс, включающий в себя сбор, сушку, измельчение и смешивание компонентов. Некоторые из фитосборов могут включать в себя до нескольких десятков видов трав.

## Аналоги
- Офуро — японская ванна. Обычная деревянная или пластиковая ванна, в которую налита горячая вода (около 40 градусов). Ее принято принимать уже чистым, чтобы одной и той же водой могли пользоваться разные члены семьи.
- Хамам (турецкая баня)[25] — баня с температурой в диапазоне от 30 до 55 градусов, обогреваемая с помощью большого котла с водой. Пар, образованный от кипения воды, подается через небольшие отверстия, находящиеся в стенах.
- Русская баня (традиционная русская баня) — деревянная изба, разогретая до 100 градусов внутри. В русской бане также традиционно используют выливание на раскалённые камни различных настоев и отваров, веники для парения из различных пород деревьев, омовение после парения колодезной водой.

## Интересные факты
- Российская сборная по биатлону возит с собой на соревнования фитобочку[37]
- Известность в СМИ получило интервью балерины Анастасии Волочковой, сделанное в фитобочке[38][39][40][41]